# Vauxhall 12/14 HP

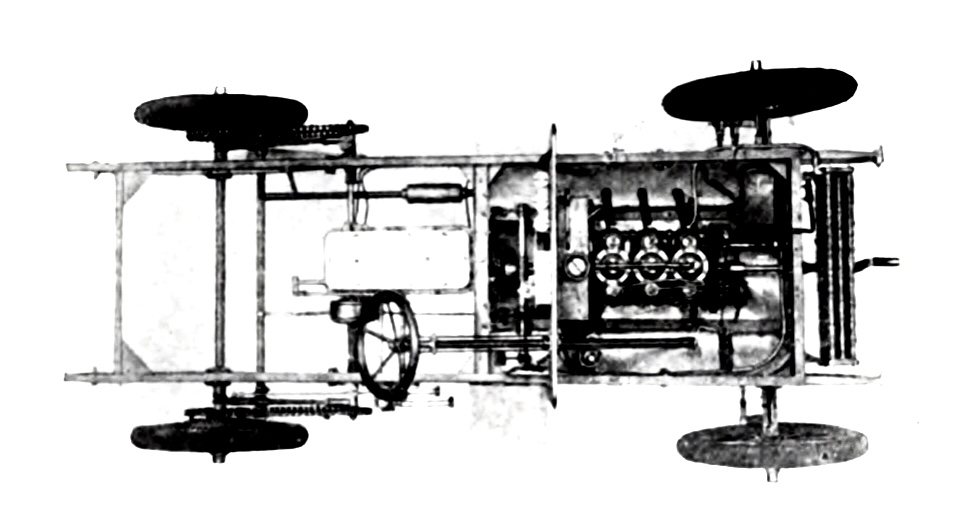
Vauxhall 12-14 HP Chassis

Der Vauxhall 12/14 HP ist ein Pkw, den der britische Fahrzeughersteller Vauxhall Motors in den Jahren von 1904 bis 1908 produzierte. Er war der fünfte Wagen des Herstellers, der 1903 die Fahrzeugproduktion aufgenommen hatte. Der Wagen war zusammen mit dem 7/9 HP und dem 9 HP der erste der mit einem Dreizylindermotor ausgerüstet wurde, während die Vorgängerfahrzeuge noch einen Einzylindermotor hatten.

## Geschichte
Die Vauxhallfahrzeuge wurden von Vauxhall und West Hydraulic Engineering Co., Ltd. in Luton, Grafschaft Bedfordshire, hergestellt.

## Konstruktion
Das Fahrgestell war als Leiterrahmen aufgebaut mit zur Fahrtrichtung parallelen Blattfedern hinten und Starrachsen vorne und hinten. Der Radstand betrug 2159 mm, die Spurweite 1270 mm. Der Dreizylindermotor hatte 2443 cm³ Hubraum mit einer Bohrung von 95,25 mm und einem Hub von 114,3 mm. Die Motorleistung in bhp lag bei 14 bei 950/min. Die Motorkraft wurde über eine mit Leder belegte Konuskupplung und über eine kurze Welle an das Getriebe mit anschließendem Differentialgetriebe kurz vor der eigentlichen Hinterachse weitergeleitet. Vom Differential ging es mit kurzen Ketten zur Hinterachse. Die Höchstgeschwindigkeiten in den einzelnen Gängen betrugen: im 1. Gang 11 km/h, 2. Gang, 24 km/h, 3. Gang 42 km/h. Die Vorderachse war ungebremst, der Wagen hatte jedoch eine Getriebebandbremse, die auf die Antriebswelle der Hinterachse wirkte. Sie wurde mit einem Pedal betätigt. Das Fahrzeug war rechtsgelenkt und hatte eine außen liegende Schaltung. Ganz in der Nähe der Schaltung war ebenfalls die Betätigung der Ballonhupe angebracht. Der Wagen war als Vier- bis Fünfsitzer ausgelegt. Die Bereifung auf Holzspeichenrädern  hatte einen Durchmesser von 700 mm bei einer Breite von 80 mm. Die Erstausrüstung stammte von Dunlop.
Etwa 40 Fahrzeuge des Typs 12/14 HP sind ausgeliefert worden. Pro Monat konnte etwa ein Fahrzeug von den Mitarbeitern montiert werden, somit sind in den vier Produktionsjahren jeweils knapp 10 Fahrzeuge pro Jahr entstanden.